# 祢々切丸
祢々切丸（ねねきりまる）は、南北朝時代に作られたとされる日本刀（大太刀）である。栃木県日光市の日光二荒山神社が所蔵する。祢々切りと呼ばれることもある。
1967年（昭和42年）6月15日付けで国の重要文化財に指定された。指定名称は「山金造波文蛭巻大太刀 中身無銘（号袮々切丸太刀）」で、拵（こしらえ、刀剣の外装）と中身（刀身）が共に指定対象となっている。なお、同じく日光二荒山神社が所蔵する「山金造黒漆蛭巻大太刀 中身無銘（号柏太刀）」と一括で1件の重要文化財に指定されている。

## 概要
刀身は無銘であり、作者は三条宗近とも、地刃の作風から備前系の刀工ではないかとも推測されるが定かではない。祢々切丸の号は、かつて日光山中にある”ねねが沢”に化け物が棲んでおり、人々は化け物を”祢々”と呼んで恐れていた。この大太刀は突如自ら鞘を抜け出し祢々の方へ向かって動きだし退治してしまった。これにより祢々切丸と名付けられたのが由来とされている。なお、”祢々”の正体については日光付近の方言で河童のことを指すという説やネーネーと鳴く虫の化け物であるという説がある。
古くから日光二荒山神社の神刀として用いられており、同じく大太刀であり神刀でもある瀬登太刀（せのぼりたち）と柏太刀（かしわだち）を合わせた三振を毎年4月13日から17日にかけて行われる弥生祭にて、男体山で獲れた牡鹿の生皮の上に飾り立てて神に捧げる神事が執り行われる。拵（こしらえ）は山金造波文蛭巻太刀拵（やまがねづくりなみもんひるまきのおおだちのこしらえ）。金具や拵の形状から刀身と同じく南北朝時代の作品とされている。

## 作風

### 刀身
刀身全体の長さは1丈6寸9分(324.1センチメートル）で、刃長は7尺1寸2分(216.7センチメートル）。重量は24kgであり日本最大級・最重量級の日本刀である。鵜の首造り。造り込みは冠落し造、庵棟（いおりむね、刀を背面から断面で見た際に屋根の形に見える棟）。地鉄は大板目が流れて肌立つ。刃文については、栃木県サイトの解説では「沸出来（にえでき）の小乱」であるとする。

### 外装
拵（こしらえ）は全体の長さが337.0センチメートル、鞘長が231.0センチメートル、柄長が107.5センチメートルである。柄、鞘ともに麻布張りの地に山金を蛭巻（ひるまき、薄くて細長い銅板を鞘や柄にらせん状に巻き付けること）とする。地と蛭巻の山金の間の段差を錆漆（さびうるし、漆に砥の粉を混ぜたもの）で充填して均し、その上に波文を刷毛目塗りとする。柄に2箇、鞘に5箇の責金具（せめかなぐ、補強と装飾を兼ねて刀剣外装の鞘や柄に巻く金具）を配し、総金具（責金、柄の頭・縁、鞘口、鐺）を山金造とする。太刀拵でありながら、帯執りの足金物を設けない点は異例である。